# Oka Shigeki

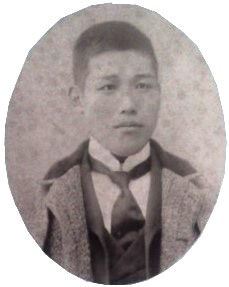
Oka Shigeki

Oka Shigeki (japanisch 岡 繁樹; geboren 24. August 1878 in Aki (Präfektur Kōchi); gestorben 5. Juni 1959) war ein japanischer Journalist und Sozialist.

## Leben und Wirken
Oka Shigeki verließ mit 17 Jahren seine Heimat und ging nach Tokio, wo er die Taisei-Mittelschule (大成中学校) besuchte. Nach seinem Schulabschluss wurde er Mitarbeiter der Zeitung „Yorozu chōhō“ (萬朝報). In der Zeit freundete er sich mit den Sozialisten Kōtoku Shūsui (1871–1911) und Sakai Toshihiko (1871–1933) an. Beide waren Kernmitglieder der Antigkriegsvereinigung Heiminsha (平民社). Im Zusammenhang mit dem Ōtsu-Zwischenfall rief er zu einer Bewegung gegen die Todesstrafe auf. Bei der Zeitung galt er als Unruhestifter und wurde entlassen.
1903 reiste Oka 1902 in die Vereinigten Staaten, gründete eine Niederlassung der Heiminsha in San Francisco und verkündete deren Antikriegstheorie. Während er die amerikanische Zeitung gründete, leitete er auch die Kinmon-Druckerei (金門印刷所, Kimon insatsusho). Er unterstützte 1906 in Oakland den Zusammenschluss von 50 japanischen Sozialisten zur „Shakai Kakumei-tō“ (社会革命党). 1939 erwarb er die japanische Zeitung „Sacramento Daily“ (桜府日報, Sakuramento nippō).
Als der Zweite Weltkrieg ausbrach wurde Oka in den USA ein japanisches Internierungslager gebracht. 1943 ging er auf Ersuchen der US-Regierung an die Indo-Burma-Front und machte für die Kapitulation der japanischen Armee Propaganda.
Nach Okas Tod erschien „Sokoku o teki ni shite“ (祖国を敵にして) – etwa „Wenn das Vaterland zum Feind wird“.

## Einzelnachweis
1. ↑  Oka Shigeki kurze Biografie, japanisch